# 美上セリ
美上セリ（みかみ せり、1987年3月15日 - ）は、日本の元AV女優。
趣味：ショッピング、ダーツ

## 略歴
- 2006年11月にマックス・エー、ジャパンホームビデオ2社専属女優としてAVデビュー。
- 2007年12月にマキシングより、『美上セリ 解禁』でセルデビュー。
- 2008年6月以降新作が出ておらず、正式なアナウンスは無かったが、引退した模様。

## 出演作品
2006年
- Coolな女神（11月30日、アリスJAPAN）
- Jewel（12月29日、マックス・エー）

2007年
- キリリッ!（1月26日、アリスJAPAN）
- NATURAL BEAUTY（2月28日、マックス・エー）
- 女尻（3月30日、アリスJAPAN）
- She（4月20日、マックス・エー）
- 猥褻モデル（5月25日、アリスJAPAN）
- 教えてティーチャー（6月29日、マックス・エー）
- 真性アイドル中出し解禁！！（7月27日、アリスJAPAN）
- 淫口（8月31日、マックス・エー）
- パラダイスラブ 2 （9月28日、アリスJAPAN）
- 監禁 （10月26日、マックス・エー）
- 美上セリ 解禁（12月16日 マキシング）
- アリスピンクファイル あのピンクファイルで魅せる! 美上セリ（12月14日、アリスJAPAN）※総集編

2008年
- 美少女潮吹き症候群（1月16日、マキシング）
- FIRST IDEAPOCKET 2 美上セリ 解禁（2月1日、アイデアポケット）
- オイ美上、温泉でヤラセロ。（3月16日、マキシング）
- PERFECT BODY SEX（4月1日、アイデアポケット）
- セリ先生の誘惑授業（6月1日、アイデアポケット）
- 美上セリ the BEST（7月16日、マキシング）※総集編

2009年
- アリスピンクファイル あのピンクファイルで魅せる! 美上セリ 2（6月12日、アリスJAPAN）※総集編